# Куландинський сільський округ (Аральський район)
Куланди́нський сільський округ (каз. Құланды ауылдық округі, рос. Куландинский сельский округ) — адміністративна одиниця у складі Аральського району Кизилординської області Казахстану. Адміністративний центр та єдиний населений пункт — село Акбасти.
Населення — 420 осіб (2021; 491 у 2009, 511 у 1999, 628 у 1989).
Станом на 1989 рік існувала Куландинська сільська рада (села Акбасти, Куланди).

## Склад
До складу округу входять такі населені пункти:
| Населений пункт | Населення, осіб (1989) | Населення, осіб (1999) | Населення, осіб (2009) | Населення, осіб (2021) |
| --------------- | ---------------------- | ---------------------- | ---------------------- | ---------------------- |
| Акбасти, село   | 450                    | 511                    | 491                    | 420                    |
| Куланди, село   | 178                    | -                      | -                      | -                      |